# Heinrich VI. (Drama)
Heinrich VI. (frühneuenglisch Henry the Sixt ) ist ein Historiendrama in drei Teilen von William Shakespeare. Die alleinige Autorschaft Shakespeares wurde allerdings immer wieder in Frage gestellt. In der gegenwärtigen Shakespeare-Forschung wird seit 2016 vor allem eine mögliche Mitverfasserschaft von Christopher Marlowe diskutiert. Die einzelnen Teile des Gesamtwerks sind in dem Zeitraum zwischen 1590 und 1592 entstanden. Als historische Quellen nutzte Shakespeare, eventuell gemeinsam mit seinen Mitautoren, hauptsächlich die Chroniken von Edward Hall und Raphael Holinshed. Zusammen mit Richard III. bilden die drei verschiedenen Teile von Heinrich VI. die sogenannte York-Tetralogie.

## Handlung

### Teil 1
Da nach dem Tode König Heinrichs V. dessen Nachfolger Heinrich VI. zum Regieren zu jung ist, wird Gloucester zum Protektor ernannt, um die Regierungsgeschäfte für seinen Neffen, den König zu führen. Inzwischen haben die Franzosen acht von Heinrich V. eingenommene Städte zurückerobert, der Dauphin Charles ist zum König gekrönt und der englische General Talbot bei der Belagerung von Orléans in Gefangenschaft geraten. Die Jungfrau Johanna erscheint vor Charles und bekundet, dass die Gottesmutter ihr in einer Vision erschienen sei und dass sie die englische Belagerung Orleans’ aufheben werde. In England streiten sich Gloucester und Winchester, das Oberhaupt der englischen Kirche, der Gloucester den Zugang zum Tower verwehrt. Unterdessen ist Talbot bei einem Gefangenenaustausch freigekommen. Er greift mit seinen Truppen die Franzosen an, wird aber von Johannas Streitkräften besiegt; auch in einem Duell kann er sich gegen die Französin nicht durchsetzen, die ihm am Ende sagt, seine Zeit zu sterben sei noch nicht gekommen. Johanna hat Orleans wie angekündigt von der Belagerung befreit.
Dennoch führt Talbot mit den englischen Truppen einen Überraschungsangriff auf Orléans. Später begibt er sich auf eine Einladung in das Schloss der Gräfin von Auvergne. Auf die Erklärung der Gräfin, Talbot sei ihr Gefangener, lacht dieser und bekundet, was sie sehe, sei nur der kleinste Teil von ihm; er bläst in seine Trompete und augenblicklich stehen englische Soldaten zur Stelle. – Im Templegarten in London treffen sich mehrere englische Lords. Plantagenet fordert die Lords, die für seine adlige Geburt eintreten, eine weiße Rose von einem Strauch zu pflücken; Somerset bekundet, wer wie er Plantagenets Anspruch bestreite, sollte eine rote Rose wählen. Einige Lords nehmen sich eine Rose entsprechend ihrer Auffassung. Plantagenet und Somerset erklären beide, mit ihrer Anhängerschaft künftig eine weiße bzw. rote Rose tragen zu wollen. Plantagenet besucht seinen sterbenden Onkel Mortimer, der wegen seines Anspruchs auf den englischen Thron seit Jahren im Tower eingekerkert ist. Mortimer legt dar, seine Familie habe nach Richard II. Anspruch auf den Thron, aber durch die Absetzung Richards sei Heinrichs Linie zur Macht gelangt; Plantagenets Vater, der im Interesse Mortimers eine Armee aufgestellt habe, sei daraufhin gefangen genommen und hingerichtet worden. Mortimer stirbt.
König Heinrich betritt das Parlamentsgebäude zusammen mit zahlreichen Lords. Wieder kommt es zu Streitigkeiten zwischen Gloucester und Winchester, die sich jeder auf ihr Amt berufen, bis Heinrich sie bittet, Frieden zu schließen. Plantagenet beantragt, in seine Erbrechte eingesetzt zu werden; auf Verkündung des Königs wird er darauf in seine Grafenwürde von Cambridge eingesetzt und erhält zudem das Herzogtum von York. – Johanna von Orléans greift mit ihren Truppen das von den Engländern besetzte Rouen an, wird jedoch von Talbot und seinen Leuten zurückgeschlagen. Charles zweifelt trotz dieses Rückschlags nicht an seiner Kämpferin. In einem persönlichen Gespräch gelingt es Johanna dann auch, Burgund, der bisher mit seinen Truppen für die Engländer kämpfte, auf die französische Seite zu ziehen. Zwischenzeitlich sind Heinrich und seine Lords in Paris eingetroffen, wo sie Talbot empfangen, der für seine Verdienste eine Grafschaft erhält.
Heinrich wird in Paris zum König gekrönt. York (Plantagenet) und Somerset streiten sich; Heinrich ermahnt sie, in Frankreich keine Differenzen zu zeigen, da dies die Franzosen erneut zu einer Rebellion ermutigen könnte. Dann nimmt er sich von Somerset eine rote Rose, erklärt jedoch, dass er beide, Somerset und York, liebe. Als Talbot vor Bordeaux verlangt, dass die Stadttore geöffnet werden, entgegnet der französische General, die Stadt sei stark genug, sich zu verteidigen, und Charles’ Armeen bereiteten gerade einen Angriff auf die Engländer vor. Als die Nachricht in Paris eintrifft, weisen York und Somerset einander die Schuld an Talbots misslicher Lage zu, keiner der beiden aber schickt rechtzeitig Hilfe. Vor Bordeaux weigert sich Talbots Sohn, wie von seinem Vater gefordert, zu fliehen und fällt; als dies Talbot erfährt, stirbt auch er. Die Franzosen siegen.
Die Engländer unter York behalten in einem Kampf die Oberhand über die Franzosen unter Johanna. Vergeblich ruft die Jungfrau ihre Geister an, die ihr nicht antworten – sie wird von York gefangen genommen. Suffolk ist von seiner schönen Gefangenen Margaret, der Tochter des Königs von Neapel, bezaubert; da er jedoch als verheirateter Mann sie nicht für sich werben darf, beschließt er, sie für seinen König zu werben. Unterdessen wird Johanna zu einem Schäfer, ihrem Vater, geführt, den sie verleugnet. Um ihrem drohenden Tod zu entgehen, behauptet die Jungfrau, ein Kind im Leib zu tragen. York bedeutet ihr, sie komme auf den Scheiterhaufen, egal was sie sage, und sie wird abgeführt. Die Engländer und Franzosen schließen Frieden. Obschon sich Heinrich zuvor auf die politisch günstige Heirat mit der Tochter des Grafen von Armagnac, eines Verwandten des französischen Königs, festgelegt hat, will er auf das Werben Suffolks hin nun die mitgiftlose Margaret freien. Suffolk aber sagt sich, Margaret werde, wenn verheiratet, den König lenken, er, Suffolk, aber Margaret.

### Teil 2

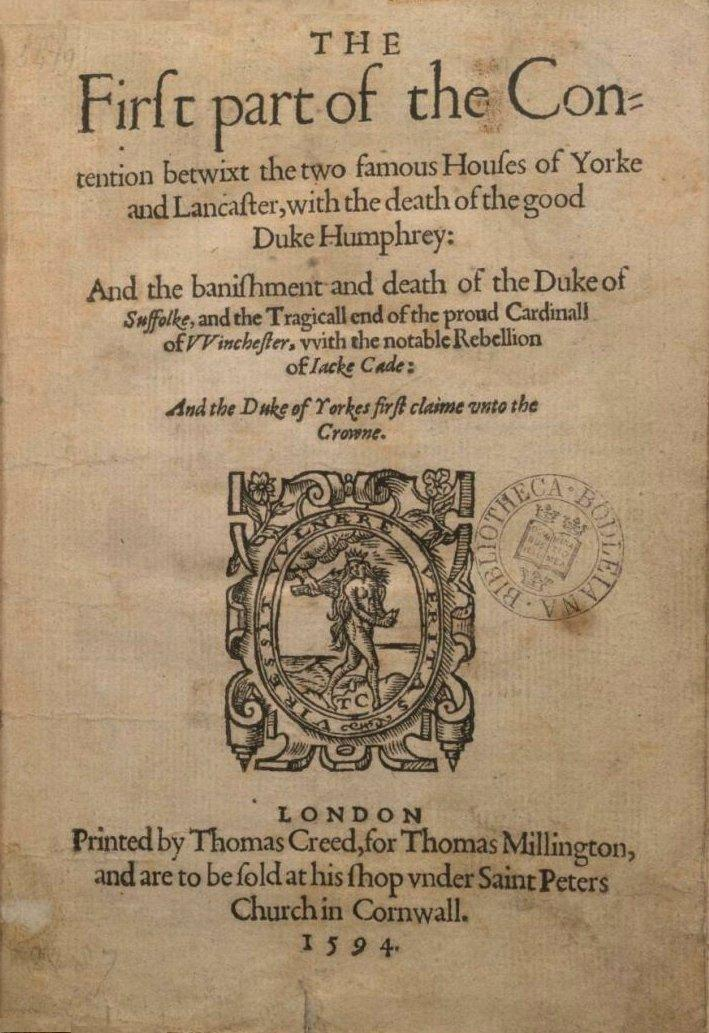
Titelseite des ersten Quarto von 2, Henry VI aus 1594.

Am Hofe König Heinrichs VI. präsentiert Lord Suffolk die Französin Margaret, die er während des Krieges gegen Frankreich für den König geworben hat. Der von ihm gleichzeitig besorgte Friedensvertrag mit Frankreich sieht allerdings die Rückgabe der Länder von Anjou und Maine vor, für die des Königs Vater Heinrich V. hart gekämpft hat. Während frühere englische Könige durch ihre Heirat eine Mitgift erhielten, bekommt Heinrich nichts und gibt noch Land fort, wie der anwesende York bemängelt. – Der Protektor Gloucester erzählt seiner Frau von einem Traum, den er hatte: Er sah seinen zerbrochenen Amtsstab mit den Köpfen von Somerset bzw. Suffolk auf jeder Hälfte. – Margaret und Suffolk arbeiten im Verborgenen zusammen und planen, ihre Gegner der Reihe nach auszuschalten. Mit dem Ziel, Gloucester zu stürzen, haben Suffolk und Beaufort, das Haupt der englischen Kirche, Hume angestiftet, Gloucesters Frau Eleanor Cobham zu einer spiritistischen Sitzung zu verleiten. Bei diesem Treffen mit einer Hexe und einem Beschwörer, bei der ein Geist Heinrichs Absetzung und Suffolk Tod zur See verkündet, wird sie festgenommen.
York legt den Lords Salisbury und Warwick seinen Anspruch auf den Thron dar: Edward III. hatte sieben Söhne. Der Älteste starb vor seinem Vater, sodass sein Sohn als Richard II. König wurde, jedoch von des vierten Sohnes Nachkomme, dem Herzog von Lancaster, abgesetzt, der fortan als Heinrich IV. regierte. Hierauf beruhen die Herrschaft des Hauses Lancaster und letztlich Heinrich VI. Königtum. York stammt aber von dem dritten Sohn Edward III. ab und müsste deshalb als Abkömmling des älteren Sohnes König sein. Salisbury und Warwick wollen York unterstützen. – Auf Heinrichs Anordnung muss Gloucesters Frau drei Tage als Büßerin auf den Straßen der Stadt gehen und dann ihre Verbannung auf der Isle of Man antreten; Gloucester hat seinen Amtsstab abzugeben und verliert sein Amt, zumal Heinrich jetzt volljährig ist.
Somerset bringt die Nachricht, dass alle englischen Länder in Frankreich verloren gingen. Durch die Intrigen besonders von Margaret und Suffolk wird Gloucester als Verräter verhaftet. York, der sein künftiges Reich geschmälert sieht, wirft ihm zudem vor, für den Verlust Frankreichs verantwortlich zu sein, da er kein Geld für die englischen Soldaten übersandt habe. Vergeblich beteuert der seine Unschuld, die Mehrheit am Hofe ist gegen ihn. Auf die Nachricht von einem Aufstand in Irland erhält York zur Niederschlagung des Aufstandes eine Armee, was seinen Plänen sehr entgegenkommt. – Zwei von Suffolk gedungene Mörder ersticken Gloucester in seinem Bett. Als sein Tod bekannt wird, empört sich das Volk gegen Suffolk, den es für den Mörder hält; Heinrich verbannt ihn.
Auf See ist Suffolk in die Gefangenschaft einer Schiffsbesatzung geraten und wird enthauptet. An Land führt der von York beauftragte Jack Cade mit seinen Anhängern eine Revolte aus. Als Cade, der selbst König werden will, mit seiner Armee in London eindringt, fliehen Heinrich und Margaret aus der Stadt. Cades Schreckensherrschaft endet, als die als Heinrichs Botschafter auftretenden Lords Buckingham und Clifford mit einer Beschwörung Heinrichs V. die Gunst des Volkes gewinnen; Cade ergreift die Flucht. In einem Garten in Kent wird er von dem Eigentümer erstochen. Unterdessen ist die Nachricht eingetroffen, dass York mit einer mächtigen Armee von Irland unterwegs ist; da er vorgibt, er ziehe nur gegen den Verräter Somerset, beordert Heinrich diesen vorsorglich in den Tower.
Auf die Nachricht von Somersets Gefangenschaft entlässt York seine Truppen. Am Hofe muss er jedoch feststellen, dass Somerset frei herumläuft, und macht Heinrich Vorwürfe, zum König nicht geeignet zu sein; er, York sei der König. Auf sein Geheiß erscheinen Salisbury und Warwick. Salisbury bestätigt, dass York der rechte Erbe auf den Thron ist. York tötet Somerset und Clifford. Cliffords Sohn findet den Leichnam seines Vaters und schwört, er werde jedes Mitglied des Hauses York töten, das er trifft. York erklärt in Begleitung seiner Söhne Edward und Richard, er habe den Kampf gewonnen. Salisbury hält dem entgegen, dass ihre Feinde geflohen sind.

### Teil 3

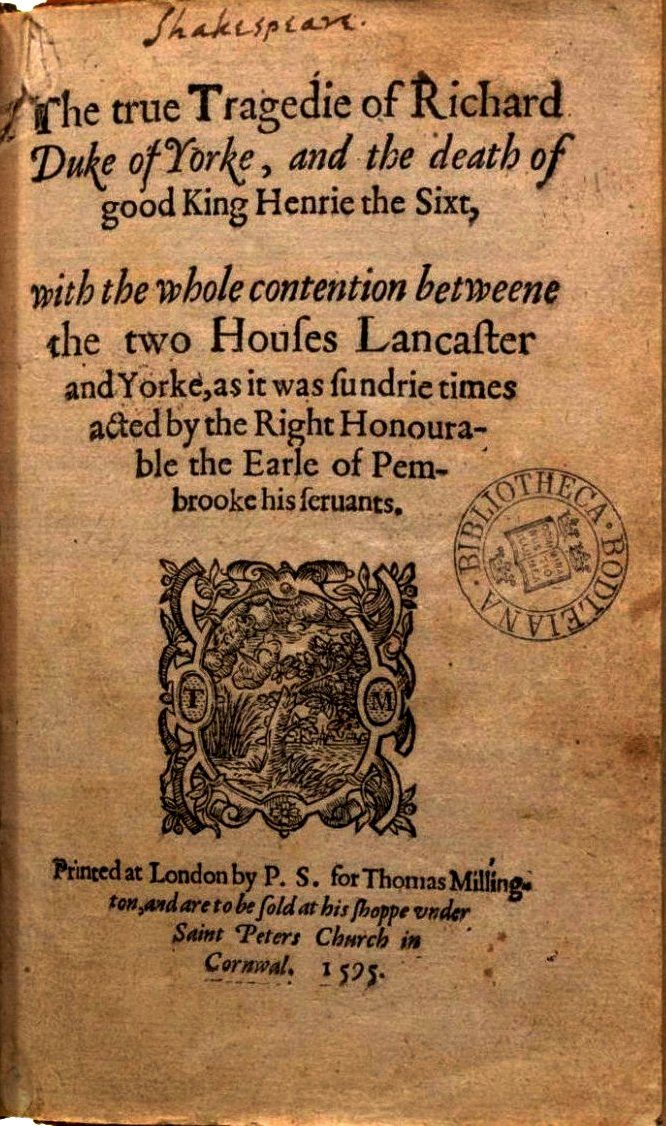
Titelseite des ersten Quarto von 3, Henry VI aus 1595.

York betritt das Londoner Parlamentshaus mit seinen Söhnen Edward und Richard sowie den Lords Norfolk, Montague, Warwick und nimmt auf dem Thron Platz. Da erscheint Heinrich mit dem jungen Clifford, Exeter und anderen Lords und fordert den Usurpator auf, vom Thron zu steigen. York aber verweist darauf, dass Heinrich die von seinem Vater gewonnenen französischen Ländereien verlor und dass sein Großvater Heinrich IV. die Krone gesetzeswidrig durch eine Rebellion erlangte. Daraufhin tritt Exeter auf Yorks Seite. Um zu verhindern, dass letztlich alle Lords zum Gegner überlaufen, einigt sich Heinrich mit York darauf, dass Heinrich auf Lebenszeit weiterregiert, dann aber die Krone an York und seine Erben übergeht. Als Margaret von der Abmachung erfährt, macht sie ihrem Gatten heftige Vorwürfe, weil ihr Sohn Edward damit enterbt ist. Auch lässt sich York in seinem Schloss von Edward, Richard und Montague überzeugen, entgegen der Vereinbarung um die Krone zu kämpfen. Der wegen seines Vaters Tod hasserfüllte Clifford tötet Yorks jüngsten Sohn, den Grafen von Rutland. Margaret zieht mit einer Armee gegen York, besiegt sein Heer und nimmt ihn gefangen. Nachdem sie ihm mitleidslos ein Taschentuch mit Rutlands Blut gegeben hat, damit er seine Tränen daran trockne, ersticht sie ihren Gefangenen gemeinsam mit Clifford.
Auf dem Schlachtfeld sehen Edward und Richard drei Sonnen aufsteigen, die sich zu vereinigen scheinen – sie rätseln über die Bedeutung, als ein Bote ihnen ihres Vaters und ihres Bruders Tod meldet; indes will ihr aus Frankreich zurückgekehrter Bruder George ihnen beistehen. Edward ist nun Herzog von York und beansprucht die Krone, Margaret hingegen veranlasst das Parlament, die Einigung zwischen Heinrich und York für ungültig zu erklären. Es kommt zur Schlacht zwischen den Truppen der drei Brüder und Warwicks einerseits und den Streitkräften Margarets und ihrer Verbündeten andererseits. Heinrich, der dem Kampf nur zusieht, denkt, dass er als Schäfer glücklicher geworden wäre. Da sich der Schlachtverlauf für seine Seite ungünstig entwickelt, drängen ihn sein Sohn und Margaret zur Flucht. Clifford wird von einem Pfeil getroffen und stirbt. Am Ende des Kampfes macht Edward Richard zum Herzog von Gloucester, George zum Herzog von Clarence.
In einem schottischen Wald wird Heinrich von zwei Wildhütern festgenommen, wobei er sich als König bezeichnet, bemerkend: „My crown is in my heart“ (III.1.62). Der neue König Edward heiratet Lady Gray. Sein Bruder Richard leidet darunter, dass er, körperlich entstellt, von niemandem geliebt wird, und sinnt darüber nach, wie er König werden kann. Unterdessen bitten in Frankreich Margaret und ihr Sohn den König um Hilfe. Auf das Erscheinen Warwicks, der für Edward um die Hand der Königsschwester Lady Bona anhält, ist der König jedoch zuerst bereit, sich für diese Partei zu entscheiden; als aber die Nachricht von Edwards Heirat eintrifft, ist selbst Warwick empört und erhält vom französischen König Truppen gegen Edward.
Warwick verbündet sich mit George und nimmt Edward gefangen. Wenig später vermag jedoch Richard zusammen mit Hastings seinen Bruder wieder zu befreien. Im Gegenzug wird der im Tower festgehaltene Heinrich von Warwick und George befreit; Heinrich will fortan nur noch die Krone tragen, regieren sollen von nun an seine beiden Befreier als Protektoren von England. Indes kehren Edward, Richard und Hastings mit Truppen aus Burgund zurück und setzen Heinrich erneut im Tower gefangen.
George tritt nun wieder auf die Seite seiner Brüder und sie besiegen die Truppen Warwicks, der stirbt. Unterdessen ist Margaret aus Frankreich mit einer Armee aufmarschiert. Doch die nächste Szene sieht sie schon verhaftet. Edward, George und Richard erstechen ihren Sohn Prinz Edward, danach begibt sich Richard in den Tower und ersticht auch Heinrich. Edward ist jetzt König, Lady Gray seine Königin, Margaret aber beordert er fort nach Frankreich.

## Textgeschichte und Datierung

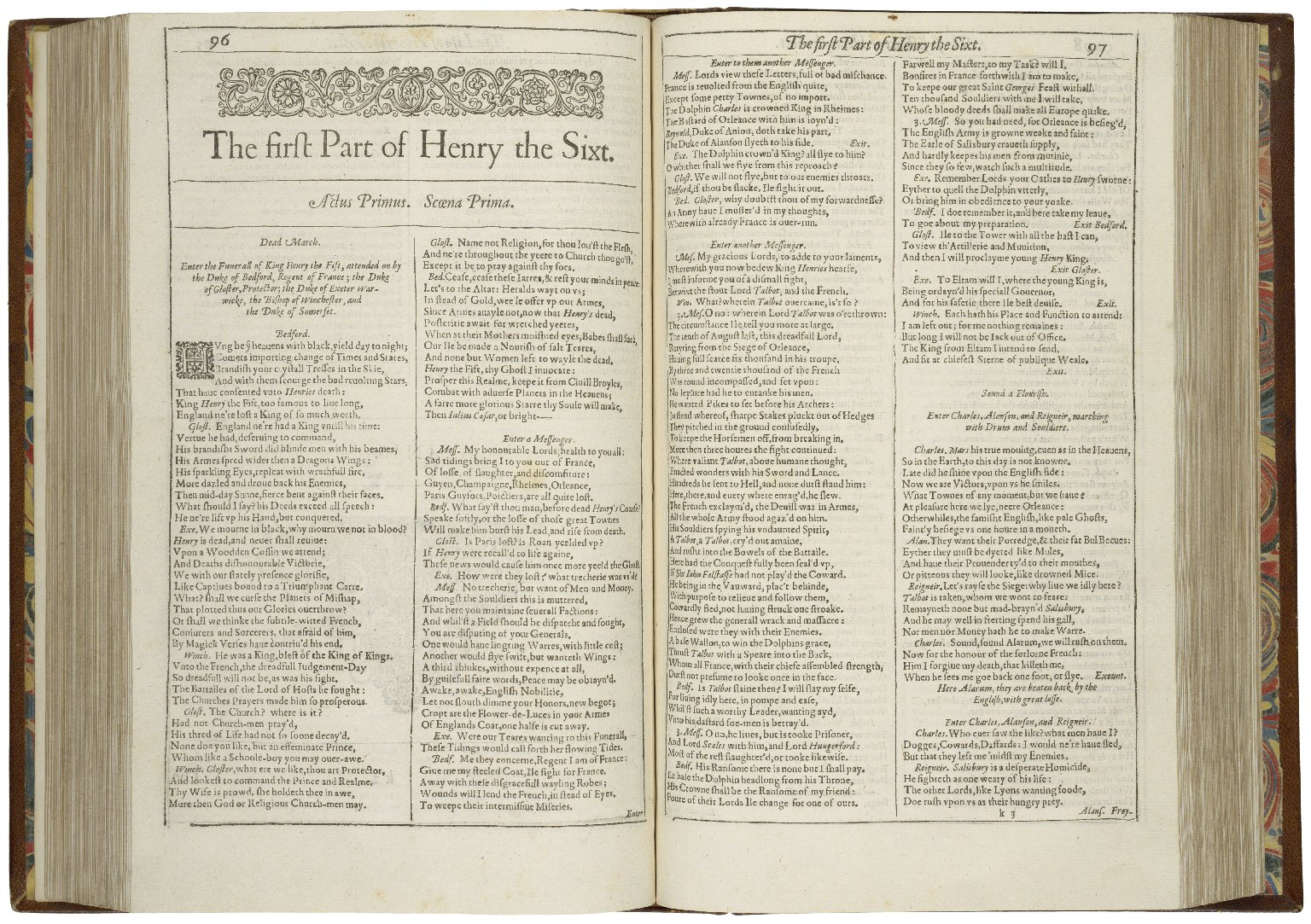
Erste Seite der Druckfassung von 1, Henry VI in der Ausgabe der First Folio von 1623

Die genaue Entstehungszeit der drei Teile von Heinrich VI. ist nicht überliefert. Aufgrund diverser zeitgenössische Hinweise und Anspielungen kann jedoch mit sehr hoher Wahrscheinlichkeit davon ausgegangen werden, dass die gesamte Gruppe der drei Stücke vor Mitte 1592 fertiggestellt wurde. Die Abfassung der einzelnen Teile lässt sich allerdings nicht mehr mit Sicherheit feststellen; die übliche Datierung der Entstehung des ersten Teils auf den Zeitraum 1589/90 und des zweiten sowie dritten Teils auf 1590/91 beruht auf Mutmaßungen, die nicht mit Sicherheit bestätigt werden können. Ebenso wenig lässt sich die tatsächliche Reihenfolge der Abfassung der Trilogie zweifelsfrei belegen; die fortlaufende Chronologie der dramatischen Handlung in den drei Teilen ist hier nicht zwingend ein Indiz für die jeweilige Entstehungsgeschichte der einzelnen Werke. Vermutlich entstand 1 Henry VI als letzter Teil der Dreiergruppe, nachdem die beiden chronologisch später angesiedelten Teile bereits zuvor, möglicherweise als Doppeldrama, verfasst und erfolgreich aufgeführt worden waren.
Als frühestmöglicher Entstehungszeitraum des ersten Teils (terminus a quo) gilt aufgrund intertextueller Bezüge und Verweise die Zeit zwischen 1587, dem Erscheinungsjahr der zweiten Ausgabe von Holinshed’s Chronicles, und 1590, dem Jahr der Veröffentlichung von Spensers The Faerie Queene als gesichert.
In den Tagebuchaufzeichnungen des Theaterbesitzers Philip Henslowe findet sich ein Eintrag vom 3. März 1592 über die Neuaufführung eines Stückes mit dem Titel herey the vi bzw. neuenglisch Harry the VI. Obwohl es grundsätzlich vorstellbar ist, dass dieser Eintrag auf jeden der drei Teile von Henry VI deuten könnte, wird aufgrund kontextueller Indizien allgemein ein Bezug auf den ersten Teil von Heinrich VI. für wahrscheinlich gehalten. Als einzige frühe Druckfassung dieses ersten Teils ist die Version in der First Folio von 1623 erhalten geblieben. Als Textgrundlage nutzten die Herausgeber der First Folio für diesen Druck offenbar ein eigenhändiges Manuskript des Autors bzw. der Autoren.

## Textausgaben
Englisch (King Henry VI, Part I.)
- William Shakespeare: King Henry VI Part 1. Arden Third Series. Edited by Edward Burns. London 2000. ISBN 978-1-903436-43-1
- William Shakespeare: King Henry VI Part 1. New Cambridge Shakespeare. Edited by Michael Hattaway. Cambridge University Press 1990. ISBN 978-0-521-29634-2

Englisch (King Henry VI, Part II.)
- William Shakespeare: King Henry VI Part 2. New Cambridge Shakespeare. Edited by Michael Hattaway. Cambridge University Press 1991. ISBN 978-0-521-37704-1
- William Shakespeare: King Henry VI Part 2. Oxford Shakespeare. Edited by Roger Warren. Oxford University Press 2003. ISBN 978-0-19-953742-6

Englisch (King Henry VI, Part III.)
- William Shakespeare: King Henry VI Part 3. New Cambridge Shakespeare. Edited by Michael Hattaway. Cambridge University Press 1993. ISBN 978-0-521-37705-8
- William Shakespeare: King Henry VI Part 3. Oxford Shakespeare. Edited by Randall Martin. Oxford University Press 2001. ISBN 978-0-19-953711-2

Deutsch/zweisprachig (Heinrich VI. Teil 1.)
- William Shakespeare: King Henry VI, Part I. Englisch-Deutsche Studienausgabe. Deutsche Prosafassung, Anmerkungen, Einleitung und Kommentar von Jennifer Janet Jermann. Stauffenburg, Tübingen 2003, ISBN 3-86057-562-7.
- William Shakespeare: König Heinrich VI. Teil 1. King Henry VI. Part 1. Hrsg. und Übersetzung Frank Günther. ars vivendi 2006. ISBN 978-3-89716-181-8

Deutsch/zweisprachig (Heinrich VI. Teil 2.)
- William Shakespeare: König Heinrich VI. Teil 2. King Henry VI. Part 2. Hrsg. und Übersetzung Frank Günther. ars vivendi 2010. ISBN 978-3-89716-184-9

Deutsch/zweisprachig (Heinrich VI. Teil 3.)
- William Shakespeare: König Heinrich VI. Teil 3. King Henry VI. Part 3. Hrsg. und Übersetzung Frank Günther. ars vivendi 2011. ISBN 978-3-89716-185-6